# Саша Стевич
Саша Стевич (серб. Саша Стевић / Saša Stević, 31 травня 1981, Прієдор, нині — Боснія і Герцоговина) — сербський футболіст, захисник луцької «Волині».

## Біографія

### Клубна кар'єра
Навчався в академії «Рудара» з рідного міста Прієдор, після чого підписав професійний контракт з командою. У 2001 році перейшов у «Борац» (Чачак), у якому пограв до 2005 року. Після чого три сезони Саша провів у Фінляндії, граючи за «Яро» і «Марієхамн», після чого повернувся до Сербії в «Банат». З початку 2010 року Саша грав в румунському «Чахлеулі», який за підсумками сезону покинув елітний дивізіон Румунії, а Стевіч покинув клуб як вільний агент.
25 червня 2010 року футболіст підписав контракт з луцькою «Волинню». В українській Прем'єр-лізі дебютував 10 липня 2010 року в домашньому матчі проти клубу «Ворскли», який завершився розгромною поразкою 0-4.